# Alois De Hertog
Alois De Hertog (* 9. August 1927 in Sint-Katelijne-Waver; † 22. November 1993 ebenda) war ein belgischer Radrennfahrer.

## Sportliche Laufbahn
De Hertog war im Straßenradsport aktiv. Als Amateur wurde er 1947 Dritter der Belgien-Rundfahrt für Amateure. Von 1951 bis 1960 war er Unabhängiger und Berufsfahrer. 1953 siegte er im Eintagesrennen Lüttich–Bastogne–Lüttich vor Maurice Diot. 1953 gewann er auch den Flèche Hesbignonne-Cras Avernas. De Hertog gewann eine Reihe von Kriterien und Rundstreckenrennen in seiner Heimat. 1952 kam er bei Gent–Wevelgem auf den 3. Platz.
Die Tour de France bestritt De Hertog dreimal. 1951 wurde er 22., 1952 13. der Gesamtwertung. 1953 war er ausgeschieden.